# إبراهيم شمس الدين (سوداني)
 إبراهيم شمس الدين (1959-2001 م) هو وزير الدولة بوزارة الدفاع السوداني، وظل في المنصب حتى تاريخ وفاته في يوم الأربعاء 4 أبريل 2001من اثر تحطم طائرة العسكرية رفقة 14 ضابطاً سودانياً، وكان وأحد أعضاء مجلس قيادة الثورة السابق، وأصغر شخصياته. ولد بمنطقة العقيدة بمحلية الدامر،ولاية نهر النيل عام 1959م.

## تعليمه
تنقل إبراهيم في مراحلة الدراسة حتى تخرج من مدرسة مدني الثانوية، وبعد النجاح إنضم إلى الكلية الحربية وتخرج ضابطاً في عام 1979م الدفعة 29. فصل إبراهيم من الجيش لأسباب سياسية فأكمل دراسته الجامعية في جامعة القاهرة فرع الخرطوم.

## الخبرات العملية
وزير الدولة بوزارة الدفاع وأحد أعضاء مجلس قيادة الثورة السابق وكان مسئول عن الأمن في الخرطوم والجنوب عمل بسلاح المدرعات وقوات الحدود ومستشار رئيس الجمهورية للأمن.[بحاجة لمصدر]

## حادث وفاته
أدى انحراف الطائرة التي كان يستقلها مع بعض المسؤولين في الحكومة السودانية عن المدرج لدى هبوطها في مطار عدارييل وأشارت أخبار أخرى إلى أنّ سوء الأحوال الجوية في المنطقة أدى إلي سقوط الطائرة فيما استبعدت المصادر الرسمية تعرض الطائرة لأي قصف.